# 楊行密
吳太祖杨行密（852年—905年12月24日），字化源，原名行愍，庐州合肥县（今安徽合肥市长丰县）人，唐朝末年著名政治家、军事家，五代十国時期吴国政權奠定者。唐乾宁二年（895年）进同中书门下平章事、弘农郡王。天复二年（902年）进中书令、封吴王，天祐二年（905年）病死，唐谥武忠王，吴国武义年间改谥孝武王，其子杨溥稱帝时，追尊其为武皇帝，庙号太祖。

## 生平
楊行愍原为庐州牙将，中和三年（883年）進授庐州刺史，归淮南节度使高骈。光启二年（886年），高骈賜名楊行密。
887年，毕师铎反高骈，召宣歙观察使秦彦助战，高骈向楊行密求救，楊行密未赶到，毕师铎已俘高骈，楊行密一到，大败毕师铎，秦彥一气之下，杀死高骈，楊行密占领扬州，毕师铎投奔秦宗权部下孙儒，孙儒杀毕师铎并吞并其军队，发兵围攻扬州，欲一举消灭杨行密，将扬州收归己有。
楊行密采納谋士袁袭建议，放弃扬州，先退守庐州（今安徽合肥），后攻克宣州（今安徽宣城）。龙纪元年（889年）拜宣州观察使。楊行密佔據宣州後，趁势向东、南、西三个方向发展，占领苏州、常州、润州、滁州、和州等地，势力急剧扩大，领地包括了现在的安徽、江苏、浙江省和江西、湖北省部分地区。
景福元年（892年）杨行密取得楚州（今江苏淮安），使占有扬州的孙儒受到三面包围。孙儒計劃襲奪宣州，為楊行密击溃并当众斬殺。楊行密於是收复扬州，进授淮南节度使。 
此后楊行密又出兵扩張，将淮河以南和长江以东大片土地都纳入势力范围，为后来杨吴疆土基本定型。在此期間，楊行密還接受高勗建議，不以茶鹽易百姓布帛，選拔地方官以勸課農桑，治下的社會、經濟得以漸漸恢復。乾宁二年（895年）进授同中书门下平章事、弘农郡王。
楊行密为扩大势力范围，乘蔡州四面行营都统朱温忙于对兖州、郓州（治今山东郓城）用兵之際，主动出击，攻取濠州（治今安徽凤阳）、寿州（治今安徽寿县），袭占涟水，拓展領地，阻遏朱温插足淮南，为稳定和发展自己势力创造条件。
乾宁四年（897年）宣武軍節度使朱温大举南侵，楊行密亲自統率，先集中精锐主力攻击东边庞师古部，命朱瑾掘开淮河河堤，用水大淹庞师古部，同时遣朱瑾、张训领兵击败庞师古部于清口（今江苏淮安），宣武军损失惨重而归，庞师古阵亡，葛从周逃回。朱温大敗后即无力南下，此后数十年间，南北遂成分裂之局。
吴越王钱镠進攻楊行密，兵臨苏州。楊行密命周本禦敵失利，失苏州。充分准备後，楊行密再派李神福进攻钱鏐，于杭州大败钱鏐军队并活捉其大将顾全武。经过长期混战，楊行密在江淮一带立足。
天复二年（902年4月11日）进授中书令、封吴王。天复三年（903年），楊行密遣李神福击破武昌节度使杜洪于君山（今湖南岳阳）。朱温败于楊行密后，向东进攻王师范，王师范求救于楊行密。楊行密于是年四月遣王茂章领兵出征，六月王茂章击破朱温军队，朱温再不敢对江淮用兵。八月至十二月，宁国軍节度使田頵与润州团练使安仁义起兵反楊行密，楊行密令李神福、臺濛、王茂章等击溃田頵部于芜湖、广德、黄池（今安徽当涂）、宣城（治今安徽宣城）等地，田頵死于宣州战场；令王茂章击破安仁义于润州并斩于扬州。后楊行密假裝眼盲诛杀朱延寿叛逆势力。
天祐二年十一月庚辰（二十六）日（905年12月24日）吴王杨行密病逝，其子杨渥继立。唐谥武忠王，吴武义年间改谥孝武王，杨溥即帝位时追尊其为武皇帝，庙号太祖。

## 影響
楊行密为政颇能选拔贤才，招集流散，轻徭薄赋，劝课农桑，使江淮一带地區的社会、经济在战争的间隙得到較多恢复。 
晚唐王室日衰，強藩割據。楊行密在江淮地区割據，遏止朱温南进，避免了區內更大的動亂。在经略淮南过程中，楊行密政治、軍事策略和经济措施，对當代江淮及後來社会产生深刻影响，亦使楊吴政權開始由藩镇向王国转型。
政治上，楊行密为吳、南唐兩朝奠定经济文化基础，开启唐宋之交江南政治整合和古代中國经济文化中心南渐先河，唐宋兩代社会分野顯著，楊行密的奠基为后来江淮乃至古代中國社会发展提供了前瞻、新鲜的要素。

## 家庭

### 父
- 楊怤

### 妻
- 朱夫人，朱延寿姐，燕国夫人，903年被休

### 妾
- 史夫人，杨渥、杨渭母，武昌郡君，905年尊为太夫人，919年尊为太妃
- 王夫人，杨溥母，920年尊为太妃，927年尊为皇太后，929年卒

### 子女

#### 子
1. 南吳烈宗 楊渥
2. 南吳高祖 楊渭
3. 臨川王 楊濛
4. 南吳睿帝 楊溥
5. 新安公 楊潯
6. 德化王 楊澈

#### 女
1. 寻阳长公主
2. 杨氏，钱镠子錢傳璙妻
3. 某女，嫁蒋延徽
4. 某女，嫁李遇子，夫家被灭后改嫁徐玠
5. 某女，嫁刘仁规
6. 某女，嫁李神福子李承鼎[1]

## 影視形象

### 電視劇
| 年份   | 地區 | 作品         | 演員   |
| 2002年 | 中國 | 《凤在江湖》 | 周里京 |
| 2006年 | 中國 | 《吴越钱王》 | 李庆祥 |

## 延伸阅读
[在维基数据编辑]
 在维基文库阅读此作者作品
 《新唐書·卷188》，出自《新唐書》
 《舊五代史》